# غرين إيغلز
غرين إيغلز هو فريق كرة قدم زامبي يلعب في الدوري الزامبي الممتاز وقد حصل على كأس زامبيا مرة واحدة وهو أيضا من الفرق المنافسة على الدوري.